# El Reno Renardo
El Reno Renardo est un groupe espagnol de heavy metal, originaire du Pays basque.

## Histoire
El Reno Renardo est formé en 2006 à Getxo, près de Bilbao, dans le Pays basque. Il est né d'un projet solo en ligne de Jevo Jevardo (membre de Valhalla et Soulitude). Après deux ans de succès sur Internet, il est décidé d'organiser une audition, pendant laquelle les autres membres sont recrutés et le groupe lui-même est formé. Le projet qui a commencé comme un simple groupe de studio finit par devenir un vrai groupe et à faire des concerts.
Les paroles d'El Reno Renardo traitent des situations quotidiennes racontées de manière humoristique, certaines chansons ayant pour objectif principal la critique sociale. La plupart de leurs chansons sont des parodies ou des versions partielles de chansons pop, rock ou heavy metal connues, tandis que d'autres sont totalement originales (tant au niveau des paroles que de la partie instrumentale). Ils ont pour logo et animal totem le renne.
En 2016, ils sortent l'album Meriendacena con Satán. Deux ans plus tard, en 2018, ils publient l'album Hostiopatía dont le premier single est Sanotes pour lequel un clip a été tourné. En 2020, peu après le confinement lié à la pandémie de Covid-19, ils sortent la compilation Rarezas Raras, qui comprend 17 chansons. L'année suivante, en 2021, ils sortent El Mundo se va a la mierda, un album studio ouvertement antifasciste mais dénonçant le paradoxe de la tolérance,.

## Discographie

### Albums studio
- 2007 : El Reno Renardo
- 2008 : El Reno Renardo y El Reino de la Cagalera de Bisbal
- 2010 : El Improperio contraataca
- 2013 : Babuinos del metal
- 2016 : Meriendacena con Satán
- 2018 : Hostiopatía
- 2021 : El Mundo se va a la mierda

### Compilations
- 2020 : Rarezas raras
- 2023 : Beodulf - Bárbaro beodo

### Singles
- 2008 : El Tamborilerdo
- 2011 : Subnorcracia
- 2013 : Subnorchristmas
- 2014 : En Navidad
- 2014 : No lo llames el Bilbao
- 2016 : Villanpsycho (single de Noël)
- 2020 : Crecí en los 90
- 2020 : Nueva anormalidad
- 2020 : Nueva anormalidad 2.0
- 2021 : Lo puto peor